# SMS Erzherzog Franz Ferdinand
La SMS Erzherzog Franz Ferdinand (che in tedesco significa "Arciduca Francesco Ferdinando", in omaggio all'omonimo arciduca) fu una corazzata della Marina Austro-Ungarica che insieme alle gemelle Radetzky e Zrinyi formò la classe Radetzky.

## Storia
Entrata in servizio il 15 giugno 1910 l'unità Il 1º gennaio 1911 venne inviata nel Mediterraneo Orientale in crociera addestrativa come ammiraglia di Squadra era una nave solida con una protezione ben distribuita e notevolmente armata con gli ottimi pezzi di costruzione Škoda.
Allo scoppio del primo conflitto mondiale venne assegnata alla Riserva Navale a protezione delle Bocche di Cattaro e di Pola e il 24 maggio 1915 in servizio nella Seconda Divisione Navale, insieme allo Zrinyi bombardò la costa adriatica ed il porto di Ancona.
Nell'autunno del 1918, quando la situazione bellica si dimostrò ormai irrimediabilmente compromessa per l'Impero austro-ungarico, nel tentativo di scongiurare il disfacimento del proprio impero l'imperatore Carlo I decise di cedere l'intera flotta allo Stato degli Sloveni, dei Croati e dei Serbi appena costituitosi. A pochi giorni dalla fine della guerra, il 31 ottobre, l'ammiraglio Miklós Horthy consegnò la flotta ancorata a Pola agli ufficiali del nuovo stato. Al termine del conflitto il 24 marzo 1919 la corazzata Erzherzog Franz Ferdinand venne rimorchiata a Venezia senza bandiera ed ancorata alla Giudecca per essere successivamente demolita tra il 1921 e il 1922 per ironia della sorte proprio ad Ancona.

## Collegamenti
Note storiche Erzherzog Franz Ferdinand Archiviato il 7 agosto 2009 in Internet Archive.